# Pravec
Pravec (bulharsky Правец) je město ležící ve středním Bulharsku, v kotlině mezi Starou planinou na jihu a Předbalkánem na severu. Je správním střediskem stejnojmenné obštiny a má zhruba 4 tisíce obyvatel.

## Historie
Nejstarší osídlení místa má spojitost s Thráky, kteří na rozvodí řek Iskăr a Mali Iskăr vybudovali několik pevností k ochraně obchodních cest. Pozůstatky po opevnění z oněch dob a také po pozdějších římských stavbách se nalézají v blízkém okolí města. Jeho název se váže se spojením prav păt (прав път) neboli správná cesta. Ochranný význam města přetrvával i ve středověku, protože významné obchodní trasy vedly přes nedaleké průsmyky ve Staré planině. Podle záznamů tudy v roce 1088 táhl byzantský císař Izák II. na své poslední výpravě proti Asenovcům.
První písemná zmínka o sídle samém však pochází a z osmanských dob a je datována rokem 1475, kdy bylo zaznamenáno jako Bravic. Podle starších dokumentů se usuzuje, že existovalo nejméně od roku 1431. V té době se rozkládalo oproti současnosti poněkud severněji, u staré cesty, dnes silnice I-3. Místní obyvatelé měli povinnost cestu udržovat, včetně jejího označení dřevěnými kůly, a zvukem bubnu oznamovat pocestným, že cesta je bezpečná. Současně jim byli povinováni pomáhat na obtížných úsecích cesty vlastním tažným dobytkem. Na oplátku byli osvobozeni od veškerých daní a tyto výhody platily až do poloviny 18. století. Na rozdíl od běžného bulharského obyvatelstva měli statut derbendžijů a mohli nosit zbraně. Sídlo hospodářsky prosperovalo, nicméně bylo pod vlivem blízké Etropole, a turecky bylo nazýváno též Altın Bravça (Zlatý Pravec). V 17. a 18. století postihlo obec několik pohrom: represe jako důsledek druhého trnovského povstání v roce 1686, ochlazení klimatu, série zemětřesení okolo roku 1750, morové epidemie v letech 1749 a 1771, nájezdy krdžalijů (1792, 1794) a nakonec vyčerpání rudných dolů v Etropoli. V důsledku toho hledali obyvatelé zdroj obživy v zemědělství a pastevectví a svoje sídlo v ústí průsmyku opustili a přestěhovali se dovnitř kotliny.
Zde se obec z předchozích katastrof záhy vzpamatovala. Vlivem bulharského obrození zde byla v roce 1820 založena církevní škola, v roce 1853 postaven nový kostel a v roce 1866 klášter. Pravec se stal významným střediskem bulharských revolucionářů, kteří v zájezdní hospodě na místě staré obce založili tajný spolek a někteří z nichž bojovali v roce 1876 v srbsko-turecké válce. Během rusko-turecké války se sem po pádu Plevna soustředila turecká vojska ve snaze bránit Rusům v překročení Staré planiny. Pravec byl osvobozen 23. listopadu 1877 po dvoudenních bojích a následně se stal součástí Bulharského knížectví. V roce 1881 zde žilo 2 273 obyvatel a jednalo se tak o největší ves v širokém okolí. Došlo k rozvoji zemědělství, především ovocnářství a začalo se s výrobou slivovice a bozy. Nicméně s rozvojem blízké a výhodněji položené Orchanie význam sídla klesal. Část obyvatel se tam odstěhovala, ale také do vzdálenější Sofie a později i do jižní Dobrudži v souvislosti s jejím dosidlováním. V roce 1956 měl Pravec 941 obyvatel. Poté zde byly založeny průmyslové závody, především elektrotechnické, později vyrábějící mikroprocesory pro celé RVHP, což zařídil Todor Živkov, který se zde narodil. Na město byl Pravec povýšen v roce 1981.

## Obyvatelstvo
Ve městě žije 3 523 stálých obyvatel a je zde trvale hlášeno 4 369 obyvatel. Podle sčítání 1. února 2011 bylo národnostní složení následující:
- Bulhaři: 3 491 (97.1 %)
- Romové: 59 (1.6 %)
- ostatní: 46 (1.3 %)